# 伊木忠正

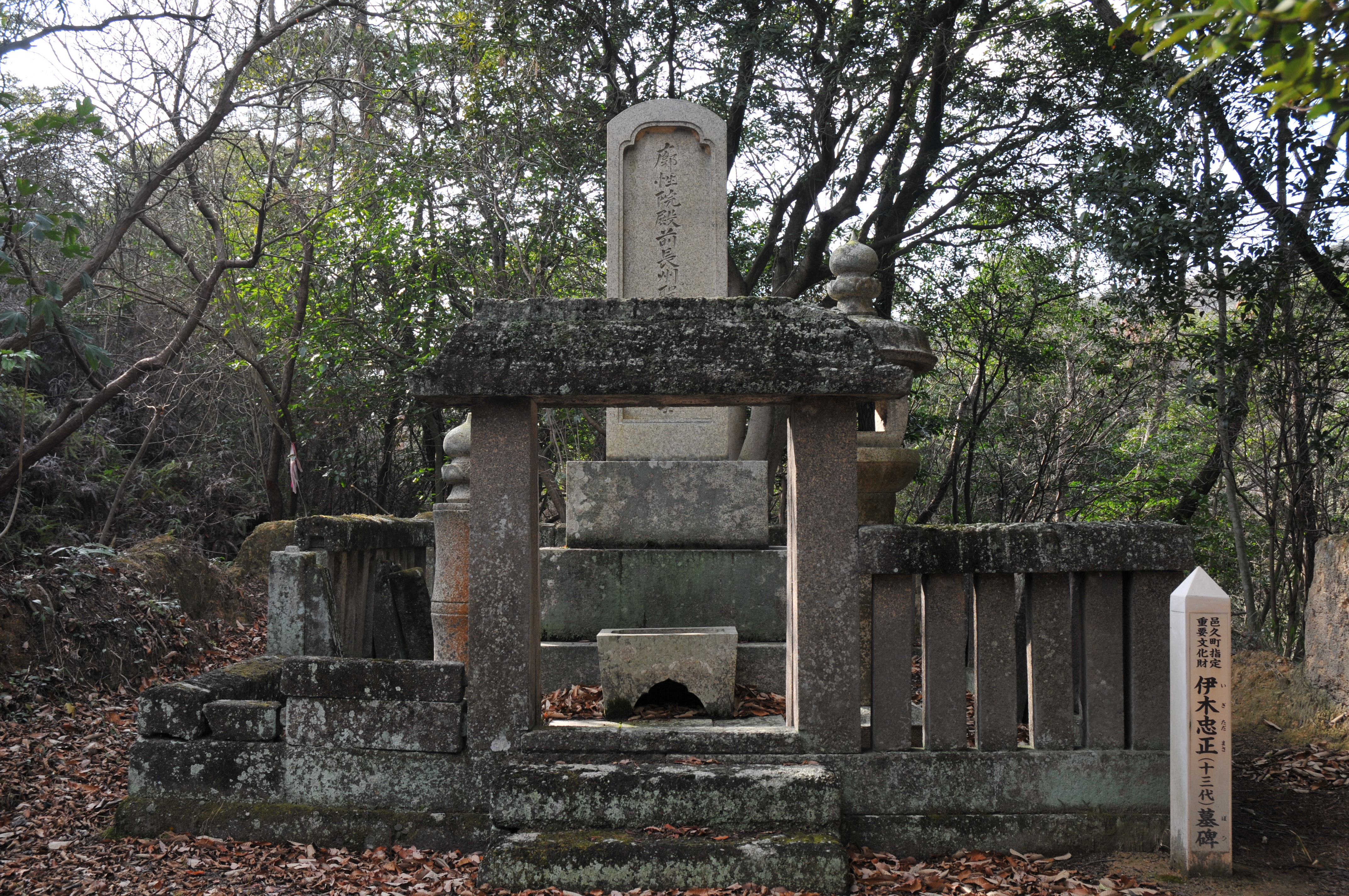
伊木忠正の墓

伊木 忠正（いぎ ただまさ、文化14年1月25日（1817年3月12日） - 天保3年閏11月26日（1833年1月16日））は、岡山藩筆頭家老。伊木家13代当主。通称は長門。主君は池田斉政・斉敏。

## 生涯
岡山藩家老である土倉一静の二男として側室との間に生まれる。幼名は善之助。土倉家では慣例により側室の子は菅姓を名乗ったため、菅善之助と称した。
文政3年（1820年）4月7日、12代忠直には嗣子がなく病が重篤となったため、養子として4歳（数え年）で伊木家に迎えられた。4月21日、忠直が21歳で没し伊木家の家督を継いだ。天保2年（1831年）に元服、長門忠正と名乗る。
天保3年（1832年）閏11月、病没した。享年16。世間には27歳で没したと公表した。実弟である菅助作（土倉一静の三男、のち伊木忠澄）が養子として迎えられた。
法名は廓性院殿前長州聘山英賢大居士。墓所は伊木家千力山墓所（岡山県瀬戸内市）。